# Heinrich-von-Kleist-Park
Der Heinrich-von-Kleist-Park, meist kurz nur Kleistpark genannt, ist eine Grünanlage im Norden des Berliner Ortsteils Schöneberg (Bezirk Tempelhof-Schöneberg) zwischen Potsdamer Straße und Elßholzstraße.

## Geschichte

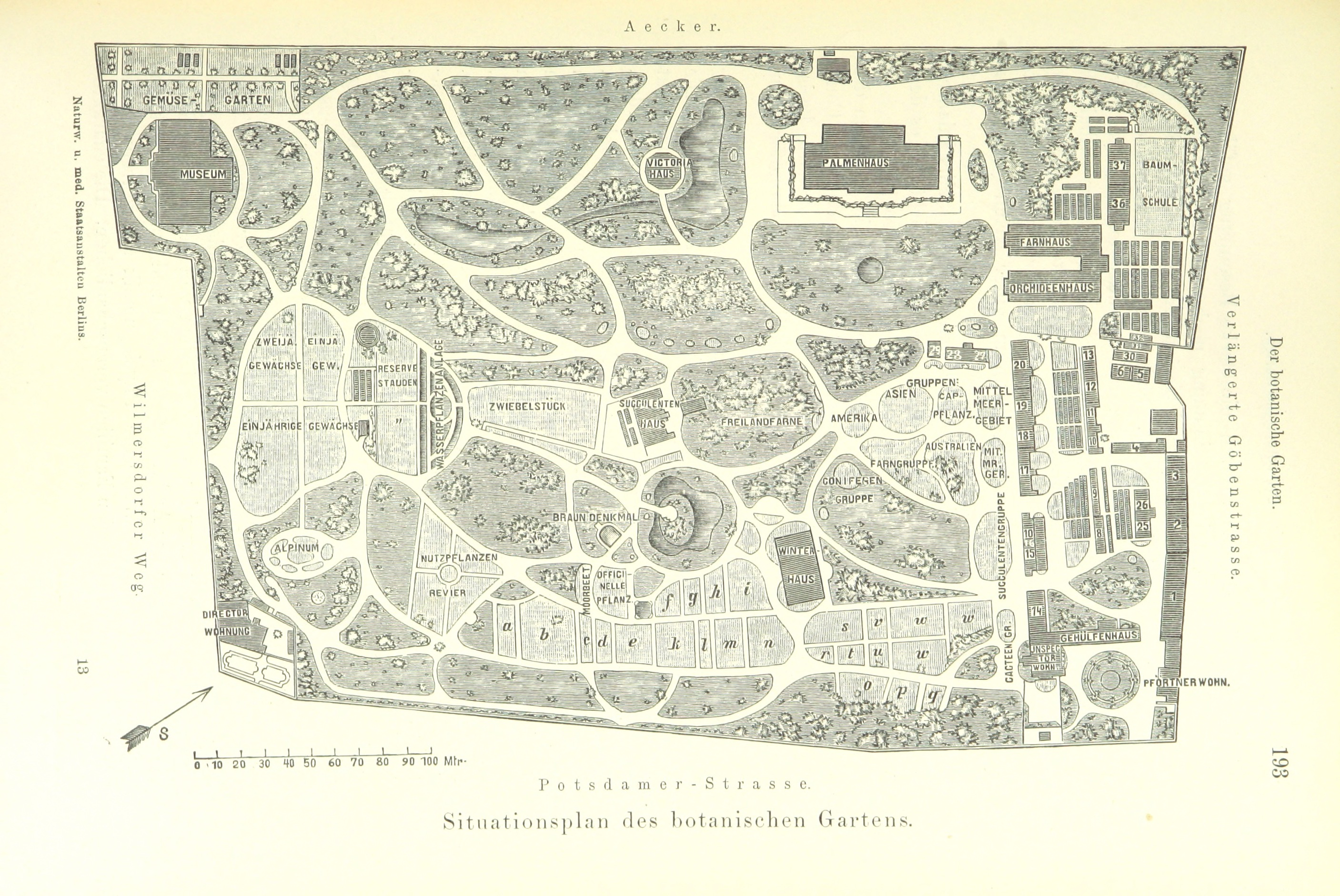
Karte des Botanischen Gartens aus dem Jahr 1886

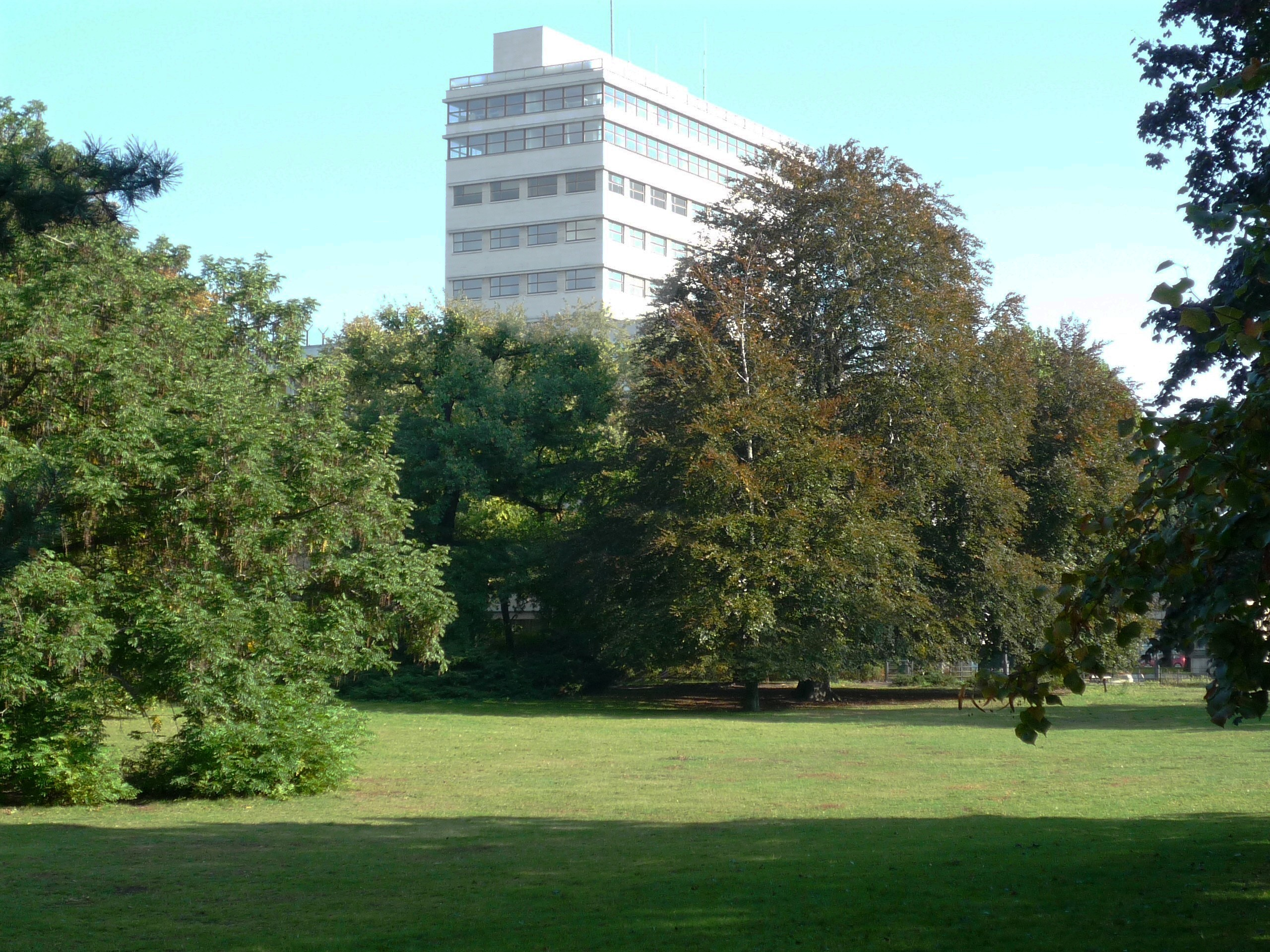
Rasenrondell im Kleistpark

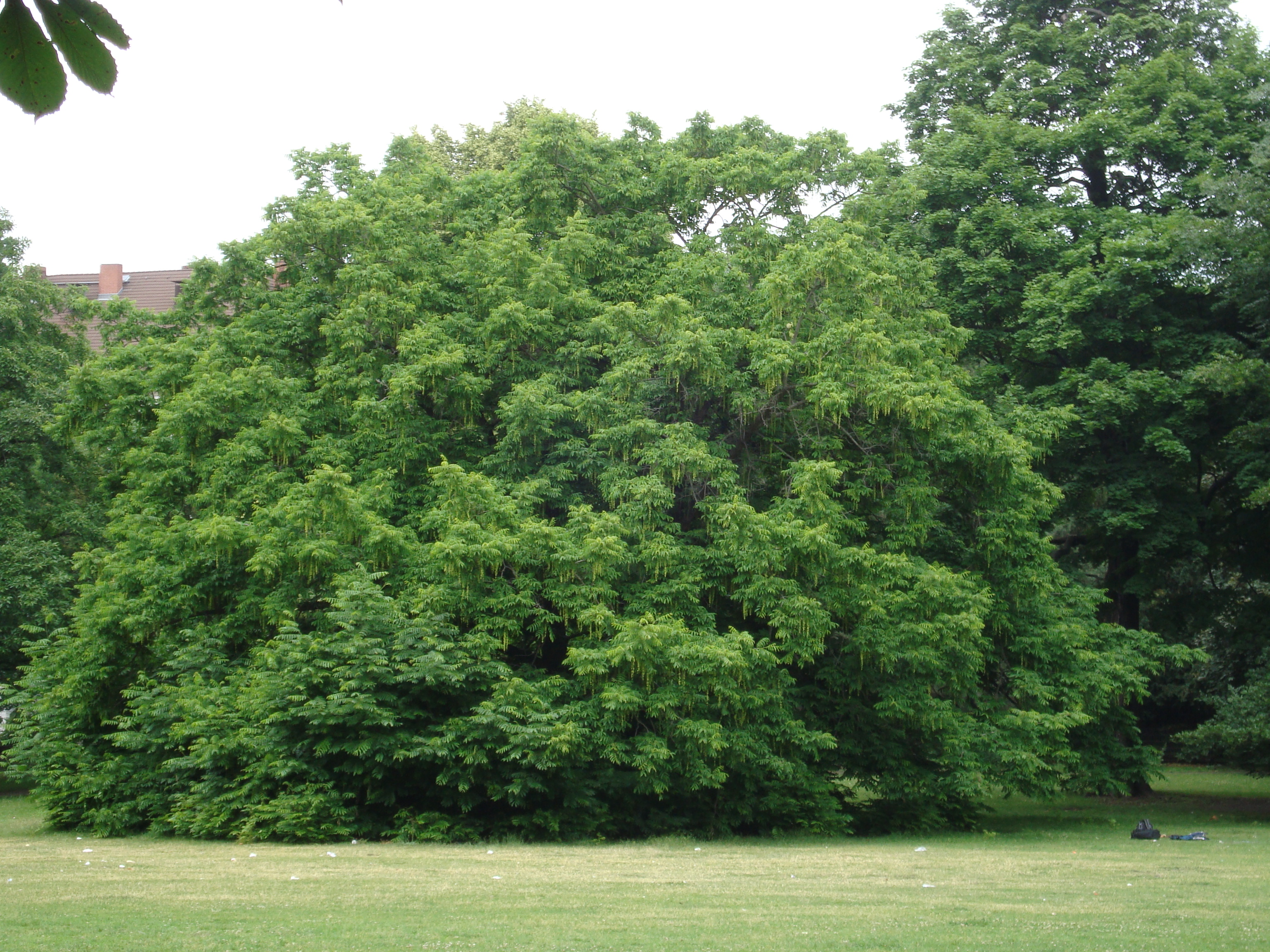
Nussbaum im Kleistpark

### Botanischer Garten
Auf dem Schloss- und Apothekengarten beim Berliner Lustgarten wurde 1679 eine Bastion der neuen Festung gebaut. Als Ersatz ließ der Große Kurfürst Friedrich Wilhelm beim Dorf Schöneberg den dortigen Hopfengarten durch Johann Sigismund Elsholtz in einen größeren Hof- und Küchengarten sowie einen landwirtschaftlichen Mustergarten umgestalten. Die spätere Grünanlage erhielt erstmals 1718 die Bezeichnung „Botanischer Garten“. Ab 1801 entstand hier ein 7,5 Hektar großer regulärer Botanischer Garten im heutigen Sinn.
Bevor der heutige Botanische Garten im Ortsteil Lichterfelde entstand, befanden sich dieser Botanische Garten und das zugehörige Königlich Botanische Museum mehr als zweihundert Jahre am Standort des heutigen Kleistparks. Der Naturforscher und Dichter Adelbert von Chamisso war hier von 1819 bis 1839 Pflanzenaufseher. Die Hauptattraktion des Botanischen Gartens war ein 1858 in Glas-Stahl-Bauweise errichtetes 17 Meter hohes Palmenhaus. Auch ein Victoria-regia-Haus wurde errichtet.

### Radrennbahn
Nachdem dieser Teil Schönebergs 1861 als Schöneberger Vorstadt nach Berlin eingemeindet wurde, verlegte man den Botanischen Garten 1899–1910 wegen Platzproblemen auf eine sechsmal größere Fläche der ehemaligen Domäne Dahlem. Auf einer Teilfläche des alten Standortes entstand die Radrennbahn Botanischer Garten. Auf dieser Bahn kam es am Einweihungstag (18. Juli 1909) zur Rennbahnkatastrophe von Berlin, bei der ein Schrittmacher-Motorrad ins Publikum schleuderte, explodierte, neun Menschen tötete und über 40 schwer verletzte. Kein anderes Unglück im deutschen Radsport forderte so viele Opfer. Die Radrennbahn wurde daraufhin abgerissen. Danach war vorgesehen, das gesamte Schöneberger Areal zu bebauen.

### Kleistpark
Aufgrund einer von Berliner Zeitungen gestarteten Initiative konnte etwa die halbe Fläche als Park erhalten bleiben und die Idee zur Benennung des Parks war geboren: Anlässlich des 100. Todestages von Heinrich von Kleist erhielt der Botanische Garten am 21. November 1911 den Namen Heinrich-von-Kleist-Park.
Der Park wurde danach weiter umgestaltet, einmal vom Gartenarchitekten Albert Brodersen geplant und geleitet, zum anderen nach dem Ende des Zweiten Weltkriegs nach Entwürfen von Georg Pniower. Letzterer hatte 1945 von der amerikanischen Besatzungsmacht den Auftrag zur Umgestaltung bekommen, nachdem sein zehnjähriges Berufsverbot unter den Nationalsozialisten aufgehoben war. Eine seiner ersten Aufgaben war die Bergung von 42 Leichen, die auf dem Gelände des Kleistparks beigesetzt worden waren und die Überführung der sterblichen Überreste auf reguläre Friedhöfe.
Schon Ende 1945, nach einem halben Jahr, konnte die Grünanlage fertiggestellt werden. Die sehr kurze Bauphase erreichte Pniower durch 500–550 ständige Bauarbeiter. Nach der Fertigstellung war die Grünanlage für die Einwohner geschlossen, weil im benachbarten Gebäude des Kammergerichts der Alliierte Kontrollrat seinen Sitz nahm. Im Jahr 1954 tagte im Gebäude des Kontrollrats die Viermächtekonferenz, 1971 wurde im Plenarsaal das Viermächteabkommen über Berlin unterzeichnet. Ein Teil des vorhandenen Baumbestandes stammt aus dem Botanischen Garten. Die nunmehr auf 5,7 Hektar verkleinerte Anlage steht als Gartendenkmal unter Denkmalschutz. Wann der Park der Öffentlichkeit wieder zugänglich gemacht wurde, ist nicht eindeutig feststellbar, aber in den frühen 1980er Jahren war er für jedermann betretbar und wurde beispielsweise von den umliegenden Kindertagesstätten und Eltern-Kinder-Initiativkinderläden gerne genutzt.
Seit 2002 findet jährlich unter dem Motto Jazz an den Kolonnaden im Heinrich-von-Kleist-Park eine Konzertreihe (Musikfestival Berlin) statt; bereits zuvor gab es regelmäßig sommerliche Jazz-Frühschoppen. Jenseits der Grunewaldstraße schließt sich seit dem Ende 2000 der Kurt-Hiller-Park an. Die kleine Grünfläche trägt den Namen des deutschen Schriftstellers und pazifistischen Publizisten Kurt Hiller, der laut Inschrift am Straßenschild mit dem Park als „Mitbegründer der homosexuellen Bürgerrechtsbewegung“ geehrt wird.
In den 2020er Jahren soll der Kleistpark behutsam saniert werden. Dazu begann im Februar 2022 ein Online-Verfahren zur Bürgerbeteiligung.

## Gebäude

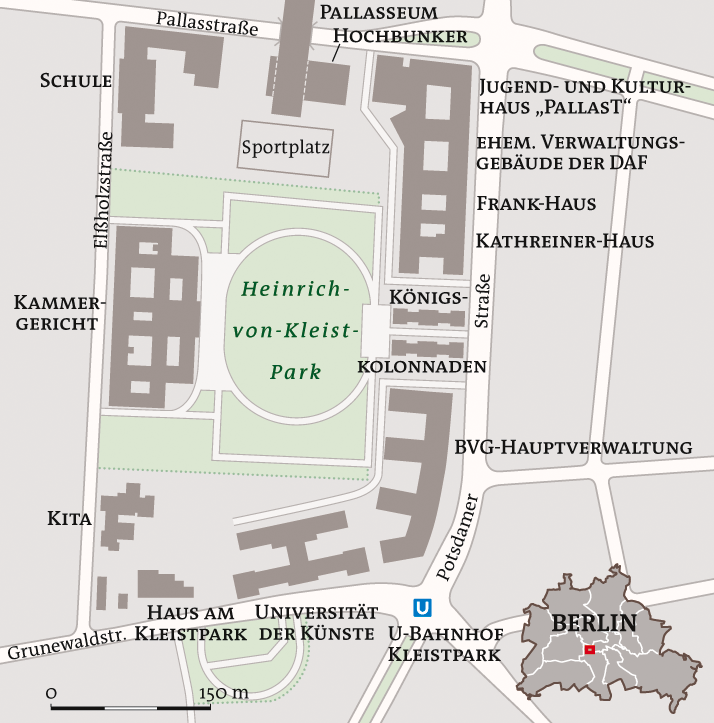
Umgebungskarte des Kleistparks

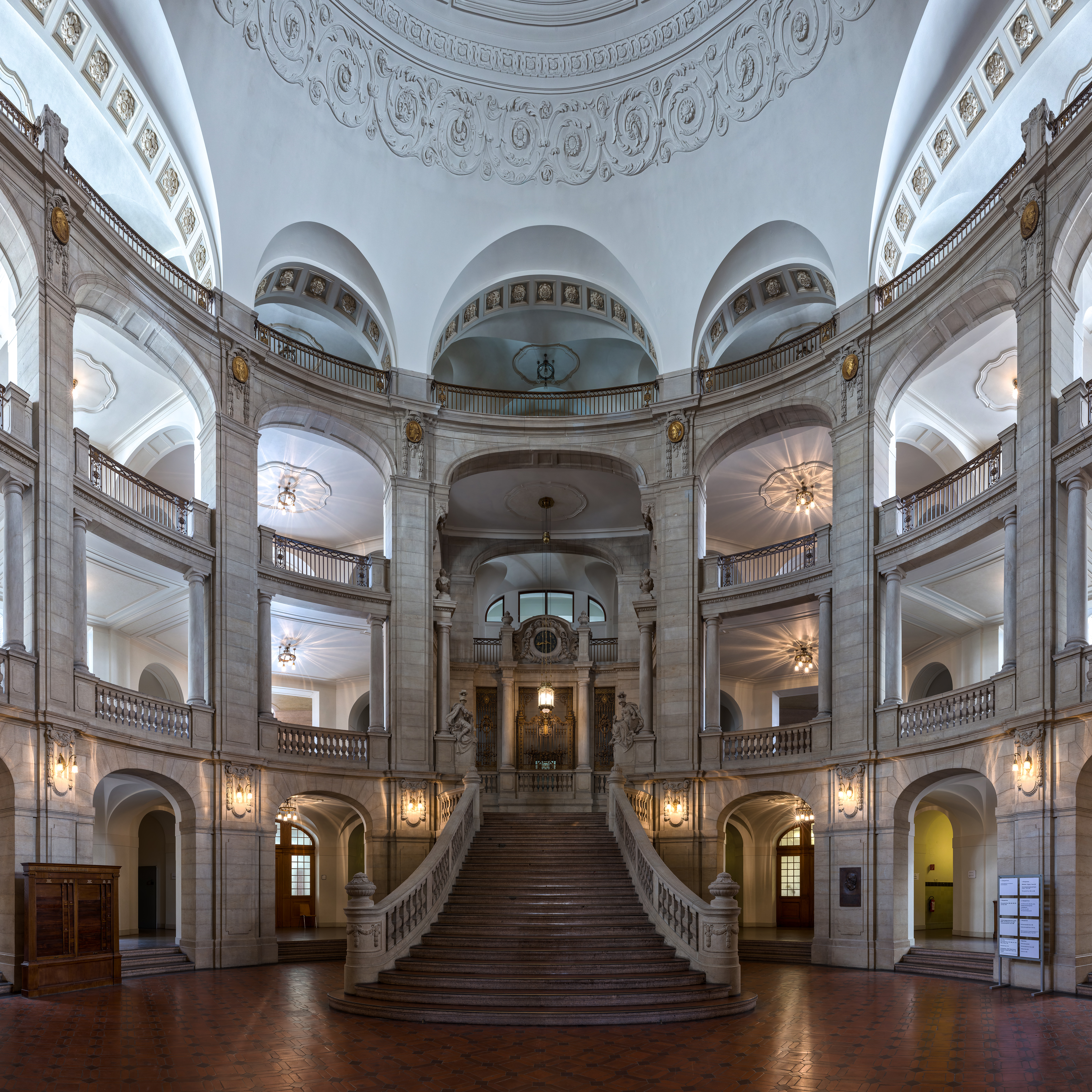
Kammergericht

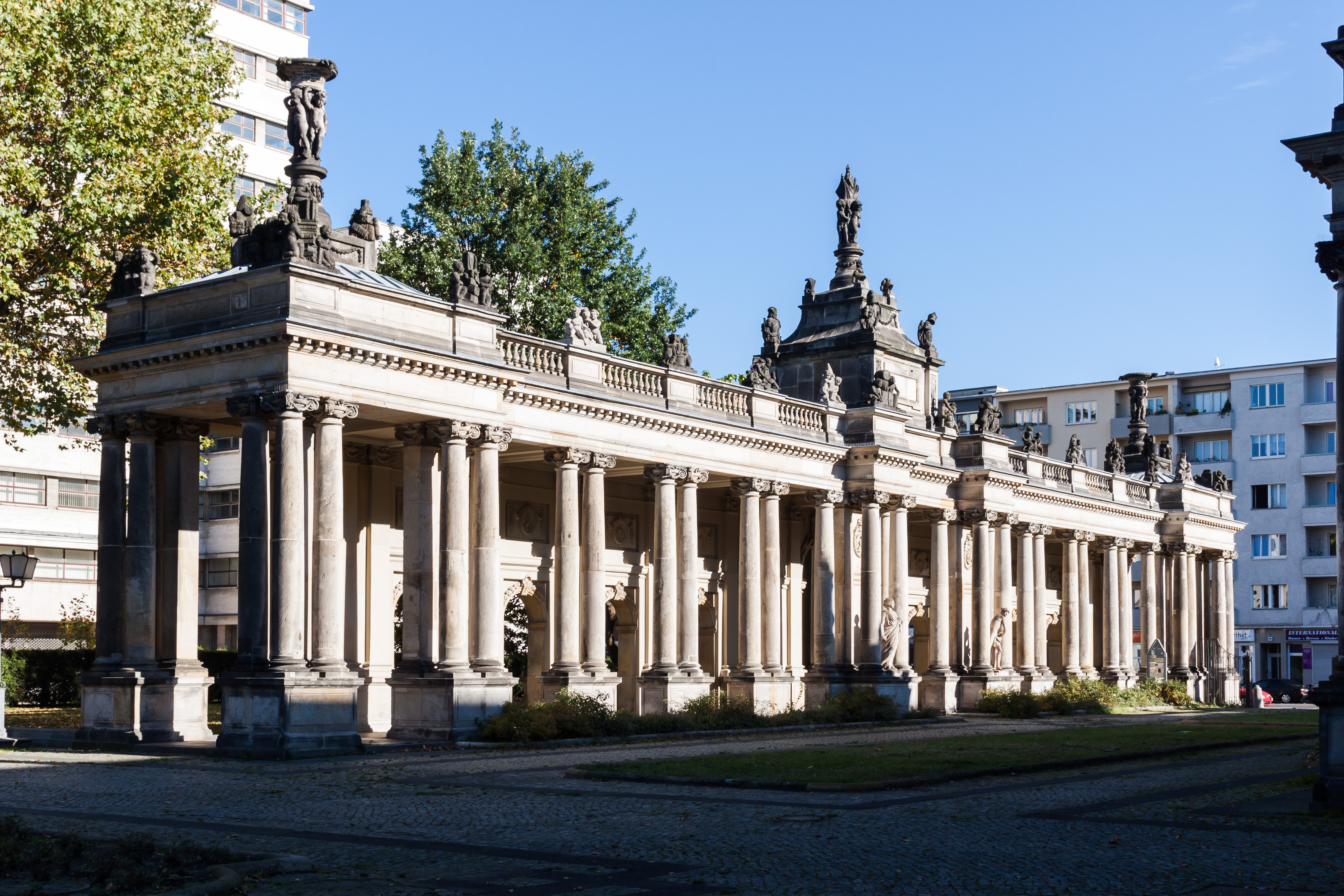
Königskolonnaden

### Preußisches Kammergericht
Nachdem der alte Sitz des Kammergerichts, das barocke Kollegienhaus in Kreuzberg, für die wachsende Hauptstadt zu klein geworden war, entstand 1909 bis 1913 nach Plänen von Rudolf Mönnich und Paul Thoemer im Stil des Neobarock am Kleistpark der repräsentative Neubau mit beeindruckender Treppenhalle und prachtvollen Gerichtssälen.
Traurige Berühmtheit erlangte das Kammergericht während der Diktatur des Nationalsozialismus, als von August 1944 bis Januar 1945 der Volksgerichtshof in dem Gebäude tagte. Dabei fanden unter anderem die von Roland Freisler geleiteten Schauprozesse gegen die Beteiligten des militärischen Widerstandes des Attentats vom 20. Juli 1944 statt.
Ab 1945 war das Haus Sitz des Alliierten Kontrollrats, in ihm wurde 1971 das Viermächteabkommen unterzeichnet. Als letzte alliierte Einrichtung blieb bis 1990 die Luftsicherheitszentrale der Alliierten in dem Gebäude. Nach der deutschen Wiedervereinigung wurde es der deutschen Verwaltung zurückgegeben. Heute befindet sich dort das Berliner Kammergericht, der Verhandlungssaal kann von Gruppen nach Anmeldung besichtigt werden. Zugleich ist es seit 1992 Sitz des Berliner Verfassungsgerichtshofs und der Berliner Generalstaatsanwaltschaft.

### Haus am Kleistpark
Das ehemalige als Königlich Botanisches Museum 1880 eröffnete Haus am Kleistpark (Adresse: Grunewaldstraße 6/7) wurde später, nach der Verlegung des Botanischen Gartens samt dem Museum nach Lichterfelde, von zahlreichen städtischen Einrichtungen nachgenutzt (Bildung, Naturschutz). Seit den 1960er Jahren befindet sich das Kunstamt Schöneberg hier. Dieses wurde zur Kommunalen Kunstgalerie unter dem Namen Haus am Kleistpark. Gemeinsam mit der Musikschule (später: Leo Kestenberg Musikschule), die im gleichen Jahr einzog, bildet es einen über den Bezirk Tempelhof-Schöneberg hinaus bekannten Kulturort. Seit der Berliner Bezirksfusion ist das Haus Sitz der Kommunalen Galerie Tempelhof-Schöneberg und der Leo-Kestenberg-Musikschule.

### Medienhaus der UdK
Das 1920 im historistischen Stil als Staatliche Kunstschule für die gymnasiale Lehrerbildung erbaute Gebäude in der Grunewaldstraße 2–5, neben dem Haus am Kleistpark, diente bis 2000 als Fachbereich der Hochschule der Künste (HdK), seitdem ist es das Medienhaus der Universität der Künste (UdK).

### Königskolonnaden
Im Jahr 1910 wurden die 1780 von Carl von Gontard geplanten und von der Berliner Steinmetzfirma Zeidler & Wimmel aus Sandstein erbauten Königskolonnaden von der Königsbrücke am Alexanderplatz an den Parkzugang Potsdamer Straße versetzt. Die umgesetzten Kolonnaden waren für das von 1909 bis 1913 im historisierenden Neobarockstil, an der Stelle der ehemaligen Glashäuser des Botanischen Gartens, errichtete Preußische Kammergericht an der Westgrenze des Parks vorgesehen. In den späten 1990er Jahren mussten die Kolonnaden saniert werden.

### Weitere
Außerdem grenzen an den Kleistpark die Sophie-Scholl-Schule im Nordwesten, das Pallasseum im Norden (1976 anstelle des Sportpalastes erbaut), das Kathreiner-Haus im Nordosten (1930 von Bruno Paul erbaut) und die ehemalige BVG-Hauptverwaltung im Südosten.

## Kunstwerke

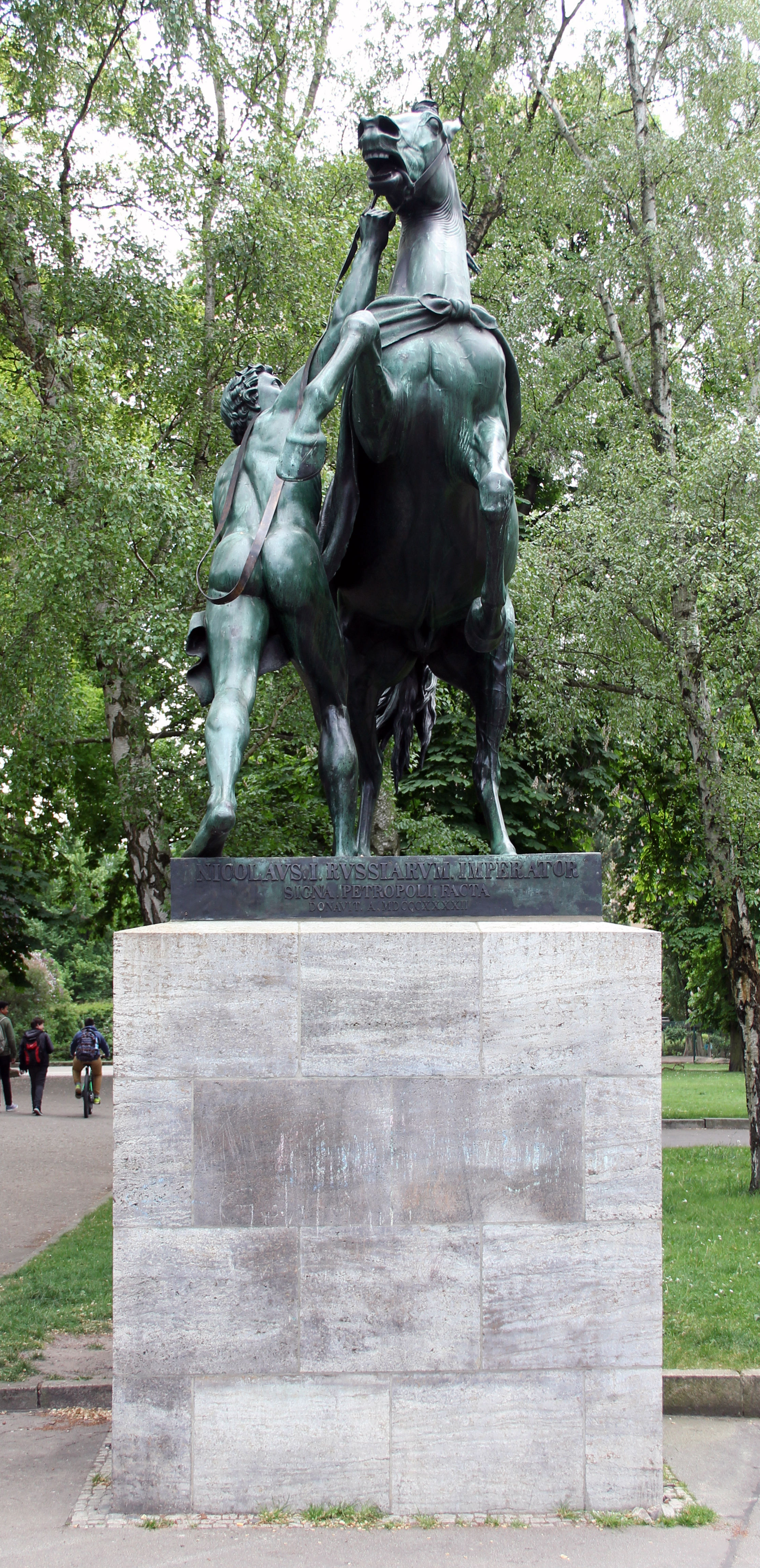
Rossebändiger I

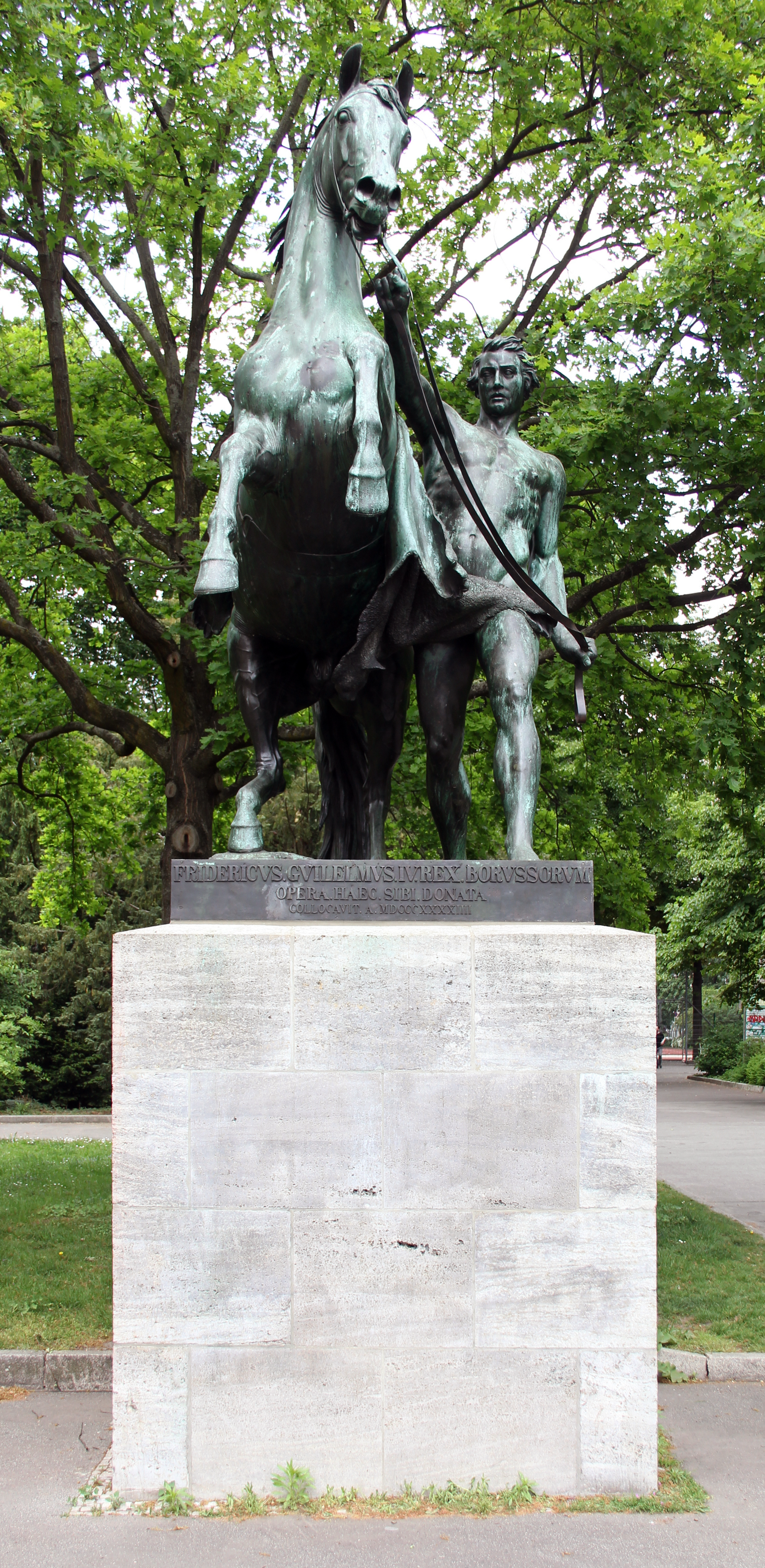
Rossebändiger II

### Rossebändiger
Vor dem Kammergericht stehen die monumentalen Rossebändiger des deutschbaltischen Bildhauers Peter Clodt von Jürgensburg. Die im realistischen Stil geschaffenen Bronzeplastiken wurden 1844 vor dem Portal IV des Berliner Schlosses aufgestellt, wo sie mit dem Löwenkämpfer und der Amazone vor dem Alten Museum korrespondierten, und 1945 in den Kleistpark versetzt. Der Parkarchitekt Georg Pniower selbst bezeichnete die Rossebändiger am heutigen Standort als „zu klein und nur ein Notbehelf“. Seit dem Wiederaufbau des Schlosses wird deshalb über die Rückführung der Rossebändiger an den ursprünglichen Standort diskutiert.

### Genius des Geistes
Die auf einem Steinsockel in der Mittelachse der Königskolonnaden aufgestellte Plastik Genius des Geistes ist eine von insgesamt drei erhaltenen Nebenfiguren des im Zweiten Weltkrieg beschädigten und danach zerstörten Reiterstandbilds Friedrich Wilhelms III. von Albert Wolff im Lustgarten. Die beiden anderen erhaltenen Nebenfiguren, Allegorie der Wissenschaft und Klio, befinden sich seit 1987 an der Nikolaikirche im Ortsteil Mitte.

### Melpomene
Am südlichen Rundweg befindet sich eine der Werkstatt von Friedrich Christian Glume zugeschriebene Steinskulptur der griechischen Muse Melpomene aus dem Jahr 1749. Sie zierte ursprünglich die Preußische Akademie der Wissenschaften, den Vorgängerbau der Staatsbibliothek Unter den Linden. Dort wurde sie vor dem Abriss geborgen und 1903 hierher versetzt. Aufgrund von Vandalismus ist die Skulptur in einem schlechten Zustand.